# Ponepati Loganimasi
Ponepati Loganimasi, född 26 mars 1998, är en fijiansk rugbyspelare. Han ingick i det fijianska lag som tog silver i sjumannarugby vid OS 2024 i Paris.